# 呂尚
呂 尚（りょ しょう、Lü Shang）は、紀元前11世紀ごろの古代中国・周の軍師。丁公と邑姜の父、後に斉の始祖。
姓は姜、氏は呂、字は子牙もしくは牙、諱は尚とされる。軍事長官である師の職に就いていたことから、「師尚父」とも呼ばれる。諡は太公。斉太公・姜太公の名でも呼ばれる。
但しかれの名・字には諸説が有り、例えば貝塚茂樹は『詩経』大明編より、字を尚父とし、尚は「尚父」の略称だと指摘している。また、小竹史記では、諡を太公、名を望、字を尚としている。実際に『荀子』『韓詩外伝』『説苑』『新序』『論衡』などいくつかの文献には「呂望」と記す例が散見する。また、当時の金文では「姜子牙」で現れ、呂尚、呂望などとは謂われない。
一般には太公望（たいこうぼう）という呼び名で知られ、釣りをしていた逸話から、日本ではしばしば釣り師の代名詞として使われる。

## 生涯
歴史上重要な人物にも拘らず、出自と経歴は数々の伝説に包まれて実態がつかめない存在である。殷代の甲骨文に呂尚の領国である斉の名前は存在するものの、周初期の金文に呂尚に相当する人物の名前を記録したものは確認されてこなかった。
『史記』斉太公世家では、東シナ海のほとりの出身であり、祖先は四嶽の官職に就いて治水事業で禹を補佐したとされている。一族の本姓は姜氏だったが、支族は呂（現在の河南省南陽市臥竜区）や申（現在の河南省南陽市宛城区）の地に移住し、土地名にちなんだ呂姓を称したという。元は屠殺人だった、あるいは飲食業で生計を立てていたとする伝承が存在する。
また周に仕える以前は殷の帝辛（紂王）に仕えるも帝辛は無道であるため立ち去り、諸侯を説いて遊説したが認められることがなく、最後は西方の周の西伯昌（後の文王）のもとに身を寄せたと伝わる。周の軍師として西伯昌の子の姫発（後の武王）を補佐し、殷の諸侯である方の進攻を防いだ。殷を牧野の戦いで打ち破り、軍功によって営丘（現在の山東省淄博市臨淄区）を中心とする斉の地に封ぜられる。
営丘に赴任後、呂尚は隣接する萊の族長の攻撃を防いだ。『史記』によれば、呂尚は営丘の住民の習俗に従い、儀礼を簡素にしたという。営丘が位置する山東は農業に不適な立地だったが、漁業と製塩によって斉は国力を増した。また、斉は成王から黄河・穆陵・無棣に至る地域の諸侯が反乱を起こした時、反乱者を討つ権限を与えられた。死後、丁公が跡を継いだ。呂尚は非常に長生きをし、没時に100歳を超えていたという。
しばしば呂尚は部族集団の長とみなされ、周と連合して殷を滅ぼした、もしくは周軍の指揮官として殷を攻撃したと解される。呂尚が属する姜氏は周と婚姻関係があったと推定する意見もある。
春秋初期に強国となった斉は、自国の権威を高めるために始祖である呂尚の神格化を行った。呂尚の著書とされる『六韜』と『三略』は唐代に重要視され、731年に玄宗によって呂尚と前漢の張良を祀る太公廟が各地に建立された。760年に粛宗から武成王を追贈され、太公廟は武成王廟と呼ばれるようになり、文宣王孔子とともに文武廟に祭祀された。また、古今の名将十人が唐代の史館により選ばれ、太公望と共に祀られた（武廟十哲）。782年、徳宗の命により唐代の史館が新たに六十四人の名将を選出し、武成王廟に合祀された（武廟六十四将）。明の時代に入ると、洪武帝は周の臣下である呂尚を王として祀るのは不適当であるとして、武成王廟の祭祀を中止させた。

## 『史記』における仕官の経緯

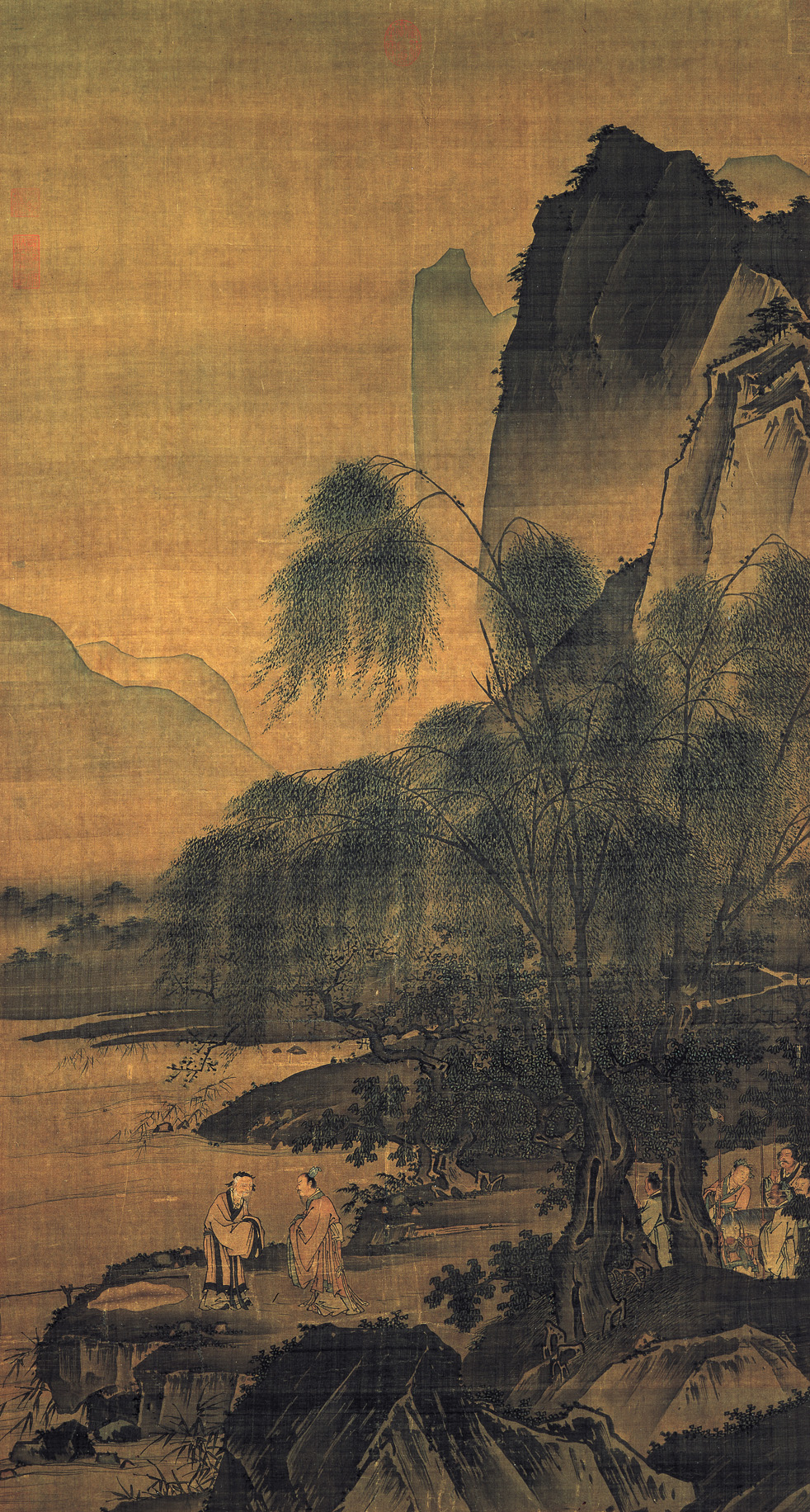
明初に描かれた渭水での呂尚と文王の邂逅

呂尚が周の文王に仕えた経緯については、『史記』に3つの逸話が紹介されている。しかし、いずれの逸話も信憑性に疑問がもたれている。
- 文王は猟に出る前に占いをしたところ、獣ではなく人材を得ると出た。狩猟に出ると、落魄して渭水で釣りをしていた呂尚に出会った。二人は語り合い、文王は「吾が太公[注 1]が待ち望んでいた人物である」と喜んだ。そして呂尚は文王に軍師として迎えられ、「太公望」と号した。3つの逸話の中で一般に知られているのは、この説である[18]。陝西省宝鶏市陳倉区には太公望が釣りをしたという釣魚台があり、観光地となっている。

- 元々呂尚は殷に仕えていたが、帝辛の悪行に反発して殷を出奔した。諸侯の元を遍歴した後、文王に仕える。

- 呂尚は東方の海浜に隠棲していたが、周の臣下で旧知の仲である散宜生と閎夭の誘いで羑里で拘禁されていた文王に会おうとした。呂尚は帝辛に美女と財宝を贈ることを提案し、文王を釈放させた後、周に仕官した。

## 伝承
呂尚は、後世の兵法と周の権謀術数を論じる人間の尊敬の対象とされた。兵法書『六韜』は呂尚の著書とされたが、『六韜』は後代の人間による著作であり、実際に書かれた時期は戦国末期以降と考えられている。また、呂尚は『三略』の著者にも仮託されている。
後秦の王嘉が編集した『拾遺記』に収録されている有名な説話として、呂尚が斉に封ぜられた時に昔別れた妻がよりを戻そうと来たがこれを拒んだ話がある（「覆水盆に返らず」）。『漢書』に収録された朱買臣の逸話など、中国には類似するエピソードが多く存在する。
明代の学者の謝詔が著した「風月夢」第十回には「姜太公釣魚願者上鉤」という句があらわれる。

## 封神演義における呂尚像
明代の娯楽小説『封神演義』においては姜子牙と称し、殷周革命を指揮する周の軍師かつ崑崙山の闡教の道士として主役格で登場する。彼は元始天尊の弟子。通称は太公望（たいこうぼう）。師の命令で下山し、周を助けて商を討ち、三百六十五人の神を封じる。澎湖県馬公市には、呂尚は封神の儀式を行った後に自分が封ぜられる地位が無くなったため、石敢當という魔除けの神様に変化したとする伝承がある。

## 絵画
- 尾形光琳筆『太公望図』京都国立博物館所蔵[23]
- 平福百穂筆『太公望』三重県立美術館蔵[24]
- 岡本花亭賛、谷文晁筆『石番蹊跪餌図』広島県立歴史博物館蔵[25]

## 登場作品
- 作者不詳、川柳「釣れますかなどと文王側へ寄り[24]」江戸時代
- 宮城谷昌光『太公望』『王家の風日』文藝春秋、 ｢甘棠の人｣、『侠骨記』 講談社文庫
- 諸星大二郎「太公望伝」、『無面目・太公望伝』潮出版社
- 横山光輝『殷周伝説 太公望伝奇』潮出版社コミック
- 酒見賢一『周公旦』文藝春秋
- 忰山紀一「太公望呂尚」近代文藝社
- 芝豪『太公望 ～殷王朝を倒した周の名軍師～』PHP研究所
- 許仲琳『封神演義』
  - 安能務編訳『封神演義』[26]
  - 藤崎竜『封神演義』集英社
  - 許仲琳編『完訳・封神演義』コーエー
  - 二階堂善弘監訳『全訳 封神演義』勉誠出版
  - 渡辺仙州編訳『封神演義』偕成社
  - 八木原一恵編訳『封神演義』集英社
  - 嘉藤徹『小説 封神演義』PHP研究所

映画
- 『封神伝奇 バトル・オブ・ゴッド』（2016年、中国、演：ジェット・リー）
- 『レジェンド・オブ・ゴッド 〜封神伝説〜』（2019年、中国、演：ペニー・チャン）
- 『モンスター・オブ・ダイナスティ 王朝の妖怪』（2020年、中国、演：チョウ・ハオドン）
- 『リベンジ・クイーン 封神:妲己』（2021年、中国、演：リウ・ディ）
- 『クラッシュ・オブ・ゴッド 神と神』（2021年、中国、演：ヤンミン・ワン）
- 『封神・妖姫とキングダムの動乱』（2023年、中国、演：ホアン・ボー）

ゲーム
- 封神演義シリーズ（テレビゲーム）
- 無双OROCHIシリーズ (テレビゲーム)
- 『Fate/Grand Order』（スマートフォンゲーム）